# C/1947 X1 (Südkomet)
C/1947 X1 (Südkomet) ist ein Komet, der im Jahr 1947 nur auf der Südhalbkugel auch am Tage mit dem bloßen Auge gesehen werden konnte. Er wird von einigen zu den „Großen Kometen“ gezählt. Bei seinem engen Vorbeigang an der Sonne zerbrach er in zwei Teile.

## Entdeckung und Beobachtung
Der Komet war am 3. Dezember 1947 in weniger als 6° Abstand an der Sonne vorbeigegangen und erschien kurz danach ziemlich überraschend für Beobachter auf der Südhalbkugel mit bereits großer Helligkeit und in geringem Abstand zur Sonne in der Abenddämmerung. Erste allerdings unbestätigte Sichtungsmeldungen aus Südafrika liegen bereits vom Abend des 7. Dezember vor, als der Komet nur 14° östlich der Sonne stand. Am 8. Dezember wurde der Komet in Australien sogar am Taghimmel gesehen. Harold S. Pallot, ein Astronomielehrer, wurde eine Stunde vor Sonnenuntergang von zwei Teenagern über ein auffälliges helles Objekt am westlichen Himmel informiert und beschrieb es nach eigener Beobachtung als viel heller als Venus zum selben Zeitpunkt und trotz des strahlenden Sonnenscheins als „hell und strahlend von einem Ende zum anderen“. Pallot beschrieb den Kometenschweif als 30° lang und 25° breit und schätzte die Helligkeit des Kometen zu −5 mag.
Am 8. Dezember gingen während des ganzen Abends in Südafrika beim Royal Observatory am Kap der Guten Hoffnung und an der Sternwarte in Bloemfontein ununterbrochen Telefonanrufe aus dem ganzen Land ein und zahllose Beobachter meldeten die Sichtung des hellen Kometen. John Stefanos Paraskevopoulos berichtete zu diesem Zeitpunkt von einem über 25° langen Schweif. Am 9. Dezember wurde der Komet auch von einem Schiff vor Neuseeland, in Australien und in Südafrika beobachtet und von den Beobachtern als heller als der Große Januarkomet von 1910 und der Halleysche Komet bei seiner Erscheinung 1911 beurteilt.
Am 10. Dezember wurde die Helligkeit des Kometen von einem Astronomen in Córdoba (Argentinien) zu 2 mag geschätzt. An diesem Tag wurde auch erstmals festgestellt, dass der Komet zwei Kerne besaß, die in einen Abstand von etwa 6 Winkelsekunden zueinander standen. Die Schweiflänge wurde mit 30° angegeben. Kurz darauf erreichte der Komet seine größte südliche Deklination und begann danach rasch in seiner Helligkeit abzunehmen. Mitte des Monats betrug sie noch 4 mag und die Schweiflänge lag bei nur noch 1–2°. Die beiden Kerne des Kometen wurden währenddessen beobachtet, wie sie sich langsam voneinander entfernten. Um die Weihnachtstage war die Helligkeit des Kometen unter die Erkennbarkeit mit bloßem Auge gefallen.
Anfang Januar 1948 konnte noch eine Helligkeit von etwa 8–9 mag festgestellt werden. Die beiden Kernbruchstücke waren inzwischen bis zu einem Abstand von etwa 20 Winkelsekunden auseinandergedriftet. Die letzte Beobachtung erfolgte am 20. Januar 1948.
Der Komet erreichte eine maximale Helligkeit von −1 mag.

## Wissenschaftliche Auswertung
Von dem Kometen wurden zahlreiche Spektrogramme von Mitte Dezember 1947 bis Anfang Januar 1948 aufgenommen. Die Spektrallinien konnten zahlreichen chemischen Verbindungen zugeordnet werden. Linien im nahen Infrarot stammten von CN.
Basierend auf älteren Berechnungen einer Umlaufbahn für den Kometen verbesserte Georges Guigay 1955 mit weiteren Beobachtungsdaten des größeren Bruchstücks A die Berechnungen und bestimmte unter Berücksichtigung der Bahnstörungen durch sechs Planeten Bahnelemente einer elliptischen Umlaufbahn mit einer Großen Halbachse von etwa 238 AE. Für das kleinere Bruchstück B wurden 30 Beobachtungen seiner Positionen relativ zum Bruchstück A ausgewertet und für drei Hypothesen möglicher Separationszeitpunkte der Bruchstücke die zugehörigen Sätze von Bahnelementen berechnet. Aus den Bewegungsgleichungen konnte abgleitet werden, dass sich die beiden Bruchstücke mit einer Geschwindigkeit von einigen m/s voneinander entfernten und dies in einer Richtung, die um etwa 10° gegen die Bahnebene des Kometen geneigt war.
Zdenek Sekanina analysierte die Bewegung der beiden Kerne des Kometen und beschrieb in einer wissenschaftlichen Arbeit von 1978, dass der Kern des Kometen C/1947 X1 wahrscheinlich am 30. November, also etwa zwei Tage vor seiner größten Annäherung an die Sonne, in zwei Teile zerbrochen war. Danach entfernten sich die Bruchstücke unter Berücksichtigung nicht-gravitativer Effekte nur mit einer geringen Geschwindigkeit von 1,9 m/s voneinander. Der Zerfall war dabei nicht durch Gezeitenkräfte verursacht (nontidal splitting). Die mit diesem Zerfallsprozess einhergehenden Staubfreisetzungen waren wahrscheinlich verantwortlich für den extremen Helligkeitsausbruch des Kometen bei seinem Vorbeigang an der Sonne.

## Umlaufbahn
Für das Kometenbruchstück A konnte aus 11 Beobachtungen über 25 Tage eine unsichere elliptische Umlaufbahn bestimmt werden, die um rund 139° gegen die Ekliptik geneigt ist. Die Bahn des Kometen liegt damit schräg gestellt zu den Bahnebenen der Planeten, er durchläuft seine Bahn gegenläufig (retrograd) zu ihnen. Die Bahnelemente von Bruchstück A sind exemplarisch in der Infobox angegeben. Das Bruchstück B entfernte sich initial nur relativ langsam vom Bruchstück A und dafür konnten aus 29 Beobachtungen über 38 Tage ebenfalls nur unsichere Elemente von möglichen Umlaufbahnen bestimmt werden.
Im sonnennächsten Punkt der Bahn (Perihel), den die Kometenbruchstücke am 2. Dezember 1947 durchlaufen haben, befanden sie sich mit etwa 16,5 Mio. km Sonnenabstand weit innerhalb der Umlaufbahn des Merkur. Bereits am 15. November war der Komet in etwa 68,0 Mio. km Abstand an der Venus und am 30. November in etwa 39,3 Mio. km Distanz am Merkur vorbeigegangen. Nach dem Periheldurchgang erreichten die Bruchstücke am 7. Dezember mit etwa 127,2 Mio. km (0,85 AE) die größte Annäherung an die Erde. Am 29. Dezember erfolgte ein zweiter naher Vorbeigang an der Venus in etwa 40,9 Mio. km Abstand.
In der Nähe des aufsteigenden Knotens seiner Umlaufbahn bewegte sich das Bruchstück A um die Mitte Oktober 1948 in großer Nähe zur Jupiterbahn, und zwar in nur etwa 6,9 Mio. km (0,046 AE) Abstand dazu. Der Jupiter erreichte diese Stelle seiner Bahn aber erst etwa 2 Jahre danach.
Da nur Bahnelemente für die beiden Kometenbruchstücke A und B ermittelt wurden, können keine definitiven Aussagen über die Bahn des Kometen vor seinem Zerfall gemacht werden, insbesondere da beim Zerfall und beim nahen Vorbeigang an der Sonne auch nicht-gravitative Effekte eine Rolle gespielt haben dürften. Aus der Bahn des helleren und wahrscheinlich größeren Bruchstücks A kann angenommen werden, dass sich der Komet auch vor seiner Passage des inneren Sonnensystems bereits auf einer elliptischen Bahn um die Sonne bewegte. Seine Umlaufzeit lag wahrscheinlich bei über zehntausend Jahren. Durch die Anziehungskraft der Planeten, insbesondere durch zwei relativ nahe Vorbeigänge am Jupiter im Oktober 1947 und im Oktober 1949 in jeweils etwa 4 ¾ AE Abstand, wurde die Bahnexzentrizität des Bruchstücks A auf etwa 0,99972 und die Große Halbachse auf etwa 395 AE verringert, so dass sich seine Umlaufzeit auf etwa 8000 Jahre verkürzte. In Anbetracht der relativ unsicheren Bahnparameter sind alle angegebenen Daten nur als ungefähre Werte zu betrachten.